# جيم نابورس
جيم نابورس (بالإنجليزية: Jim Nabors)‏ (مواليد 12 يونيو 1930 في سيلاكاوغا، ألاباما - 30 نوفمبر 2017)، هو ممثل وكوميدي ومغني أمريكي بدأ مسيرته الفنية سنة 1954 بعد اكتشاف موهبته من قِبل المخرج أندي جريفيث.

## وصلات خارجية
- الموقع الرسمي
- جيم نابورس على موقع IMDb (الإنجليزية)
- جيم نابورس على موقع الموسوعة البريطانية (الإنجليزية)
- جيم نابورس على موقع روتن توميتوز (الإنجليزية)
- جيم نابورس على موقع ألو سيني (الفرنسية)
- جيم نابورس على موقع ميوزك برينز (الإنجليزية)
- جيم نابورس على موقع تيرنر كلاسيك موفيز (الإنجليزية)
- جيم نابورس على موقع أول موفي (الإنجليزية)
- جيم نابورس على موقع قاعدة بيانات الأفلام السويدية (السويدية)
- جيم نابورس على موقع إن إن دي بي (الإنجليزية)
- جيم نابورس على موقع ديسكوغز (الإنجليزية)